# Христо Карагьозов
Христо Карагьозов с рождено име Христо Иванов Бояджиев и прякор Гавазина е  първият българин, назначен за щатен телохранител.
Христо Карагьозов е наречен на по-късен етап от професионалната му дейност „сянката на Фердинанд“. Той е началник на княжеската охрана на княз Александър Батенберг. Карагьозов е най-снажният, с най-дългите и засукани мустаци охранители, наричани по него време „царски гавази“. Преди назначението в княжеския двор е охрана на руското консулство в Русе, на граф Николай Игнатиев и княз Александър Дондуков. След детронацията на Батенберг минава на служба при цар Фердинанд. Според някои сведения мустаците на Карагьозов достигат до 70 см. Царят го отправя в пенсия, когато те изгарят при домашен пожар.
Христо Карагьозов роден в семейството на зографина Иван Бояджиев и Неда Моллова от с. Беброво като най-голямото им дете. Бащата е привърженик на революционните идеи и виждания за духовна и политическа свобода. Убит е от турци през 1852 г., когато пренасял поемата „Горски пътник“ на Георги Раковски. За да може да се грижи за голямото семейство, Христо заминава за Търново и се захваща с търговия. Когато делата му потръгват, а брат му Станю пораства  и е готов да поеме тази работа, той зарязва търговията и става преводач и гавазин в Руското консулство в Търново и Русчук. След това обаче му се налага да забегне в Цариград.
По спомени на негова роднина се случва следното:
| „ | Веднъж, като обхождал района на консулството по улицата, която достигала до самия бряг на Дунав, той видял трима турци да преследват момиче – българка, с цел да я похитят. Застрелял единия похитител, а другите избягали. Самият той се укрил в консулството. Когато турците дошли да го арестуват, Руският консул – Сученко, постлал руското знаме пред входа на консулството и казал: „Елате и го вземете…“. Турската потеря не посмяла да оскверни знамето и се оттеглила. | “ |

Във връзка с тези събития консулът изпраща Христо по нелегален канал във Варна, а оттам го прехвърлят в Цариград в услуга на граф Николай Игнатиев. Работи в консулството в Русчук мезду 1862 и 1868 г. и след това в посолството в Цариград от 1869 до 1877 г. В тези години той укрива изпаднали в нужда български бегълци от заточение и най-обикновени бежанци, като ги снабдява с руски паспорти и ги насочва към Румъния или Русия. С широката си практика еленчанинът подпомага пренасянето на вестници, брошури, възвания и др. от Румъния в България. Участва и в подготовката на четите на Хаджи Димитър, Филип Тотю и Панайот Хитов. Познат е на повечето български революционни дейци, и има лични контакти с някои от тях: Христо Ботев, Стефан Стамболов, Иван Кършовски, Стефан Заимов, Христо Македонски, Никола Обретенов и др.
По време на започналата война през 1877 г., Христо Карагьозов е изпратен за преводач към щаба на Руската армия. За участието му в боевете близо до Габрово и за превземането на Плевен, Одрин и Чаталджа е награден с „Георгиевски кръст“ ІІІ и ІV степен.
Роден, през 1832 г. в село Тънки рът, Великотърновско, Христо Карагьозов умира през 1906 г. в София.

## Служба за охрана
Институцията княжески телохранители е въведена от Батенберг. Тя е съставена предимно от участници в Руско-турската война и участници в Априлското въстание. В главно задължение на служителите е вменено да охраняват княза като конвой при всички излизания извън двореца. Службата на тези въоръжени слуги е организирана по модела на охраната на европейските посланици в Османска Турция. Според действащите след Освобождението правила, други лица с държавна охрана са и църковните митрополити, както и някои частни лица, ползващи се с доверието и уважението на властта, а също така и бирниците. Униформите са комбинация между български, черногорски и арнаутски носии, а заплатите им са доста по-високи от тези на обикновените редови полицаи.